# La Bible arrachée du sable
Pour plus de détails, voir Fiche technique et Distribution.
La Bible arrachée du sable (… und die Bibel hat doch recht) est un film documentaire ouest-allemand sorti en 1977, réalisé par Harald Reinl, à partir du livre de Werner Keller, La Bible arrachée aux sables.

## Synopsis
Il s'agit d'une adaptation cinématographique du livre de Werner Keller, qui tente de montrer que les découvertes et les connaissances archéologiques ne contredisent pas les énoncés bibliques.

## Fiche technique
- Titre français : La Bible arrachée du sable[2]
- Titre original allemand : … und die Bibel hat doch recht
- Genre : documentaire
- Réalisation : Harald Reinl
- Scénario : Manfred Barthel (de), d'après La Bible arrachée aux sables de Werner Keller
- Musique : Eberhard Schoener
- Production : Rudolf Kalmowicz (Munich)
- Photographie : Ernst Wild
- Montage : Walter Boos
- Pays :  Allemagne de l'Ouest
- Durée : 90 minutes
- Année de sortie : 1977
- Langue originale : allemand
- En France : inédit à Paris ; distribué en province (Alsace) en 1979[2]

## Distribution
- Manfred Seipold : narrateur
- Holger Petzold : narrateur